# Dicte (sanger)
 For alternative betydninger, se Dicte. (Se også artikler, som begynder med Dicte)
Dicte (født Benedicte Westergaard Madsen 9. september 1966 i Glostrup) er en dansk musiker og sangskriver. 
Hun er særligt kendt som medstifter af bandet Her Personal Pain, sin solokarriere og sine samarbejder med en række andre danske kunstnere - heriblandt rockmusikeren Claus Hempler.
Hun har desuden også leveret vokalen til Kåre Bjerkøs "Jeg drømte mig en lille drøm", der blev brugt som titelsang til DR's julekalender Absalons Hemmelighed i 2006.

## Baggrund
Dicte startede med at spille som ganske ung og optrådte første gang i 1983 med egne sange og numre fra Janis Joplins repertoire. Hun spillede i begyndelsen med bandet Farandola fra Viborg, men i 1987 flyttede hun til Aarhus, hvor hun spillede i mange forskellige sammenhænge.
Hun har gennem årene udgivet flere album med originalt udtryk, der gør hende til en ener i dansk musik. Hun har ikke været bange for at prøve kræfter med andre genrer som jazz, klassisk og R&B, selv om rock er det mest tydelige i hendes musik.
Dicte har desuden også prøvet kræfter med film og teater som skuespiller, lige som hun har lavet musik til teaterforestillinger.
I 2010 medvirkede hun også i Vild med dans på TV 2. 

## Karriere
Dictes karriere tog for alvor fart, da hun i 1989 dannede gruppen Her Personal Pain, der kort tid efter dannelsen stillede op i og vandt talentkonkurrencen Vi har scenen – har I musikken. 
Gruppen fik herefter i 1990 udgivet seks numre på en plade med talenter. De næste år gik med at spille over hele landet, hvorved gruppen blev godt kendt i musikkredse, knap så meget i den brede offentlighed på trods af en koncert på Roskilde Festival i 1990. 
Gruppen medvirkede herefter på en støtteplade for Amnesty International, og i 1991 udkom omsider Her Personal Pains første selvstændige album. Pladeudgivelsen blev fulgt op af en intensiv turne, der også førte gruppen til nogle af nabolandene. Imidlertid blev gruppen allerede i 1993 opløst, hvorpå Dicte gik solo.
Efter opløsningen af Her Personal Pain medvirkede Dicte i filmen Smukke dreng - en film instrueret af Carsten Sønder, der havde premiere i 1993.
Året efter (1994) udkom hendes første soloalbum, Between Any Four Walls. Albummet modtog megen ros og indbragte Dicte et treårigt arbejdslegat fra Statens Kunstfond. 
I 2006 samlede Dicte bandet Dicte and the Sugarbones, hvor hun spillede guitar og sang sammen med blandt andet den mangeårige samarbejdspartner Kæv Gliemann, der deltog på keyboards. Bandet udgav i alt to album - Dicte and the Sugarbones og Tick Tock i henholdsvis 2006 og 2010.
I de efterfølgende år arbejdede hun videre solo, men udgav mellem soloprojekterne to album med sin tidligere partner, Claus Hempler. Først liveudgivelsen The Dark and Stormy Sessions i 2013 og i 2017 også studiealbummet Uppers.

## Privat
Dicte dannede i nogle år par med sin musikalske kollega Claus Hempler. Efterfølgende fandt hun sammen med musikeren Laust Sonne, med hvem hun fik to børn i henholdsvis 2003 og 2008. Parret gik hver til sit i 2009.

## Diskografi

### Solo
- Between Any Four Walls (1994)
- Voodoo Vibe (1996)
- This Is Cool (2000)
- Gone To Texas (2003)
- Perfume (2016)
- All Good As It Is (2021)
- Let's Escape (2024)

### Her Personal Pain
- Songs From Cinema Café (1991)

### Dicte and the Sugarbones
- Dicte and the Sugarbones (2006)
- Tick Tock (2010)

### Dicte & Hempler
- The Dark And Stormy Sessions (live) (2013)
- Uppers (2017)

### Andet
- House of the Double Axe (1998, med Hotel Pro Forma)

## Filmografi
- Smukke dreng (1993) - Rene

## Priser
Dicte opnåede i 2007 nominering i kategorien Årets Danske Sangerinde ved Danish Music Awards. 